# Casa Sitjes (Manresa)
La Casa Sitjes és una obra del municipi de Manresa (Bages) protegida com a bé cultural d'interès local.

## Descripció
Edifici d'habitatges entre mitgeres. De planta baixa, tres pisos i àtic afegit posteriorment. Composició clàssica i simètrica. Façana ordenada simètricament. Presenta en planta baixa un arc gran central carpanell i dos laterals rodons (l'un d'ells serveix d'accés a l'edifici). Façana centrada per una tribuna amb arcs recolzats sobre columnes, ocupant el primer i segon pis, al tercer galeria llindada, sostinguda per columnes. Balcons a ambdós costats de la tribuna, decorats amb brancals i llindes classicistes i baranes de ferro colat.